# Liliana Cavani
Liliana Cavani (Carpi, Emília-Romanya, Itàlia, 12 de gener de 1933) és una directora de cinema italiana.

## Biografia
Va néixer el 12 de gener de 1936 a Carpi, província de Mòdena, a la regió d'Emília-Romanya.
La mare de Liliana provenia d'una família de classe treballadora d'antifeixistes militants. El seu avi matern, un sindicalista, li donà a conèixer les obres d'Engels, Marx i Bakunin.
El seu pare, un arquitecte de Màntua, pertanyia a una família conservadora de terratinents. "Mon pare era un arquitecte interessat en el desenvolupament urbà. Em va portar a museus. Havia treballat en la planificació urbana de Bagdad el 1956, quan l'Iraq encara estava sota control britànic. Ma mare era molt forta, molt capaç i molt dolça".
La seva mare era una apassionada del cinema i la portava al cinema cada diumenge des de petita.
Cursà estudis de filologia clàssica i lingüística a la Universitat de Bolonya. Es va graduar en literatura i filologia el 1960. Diplomada pel Centro Sperimentale di Cinematografia de Roma, estudià cinema documental i va obtenir el diploma amb els curtmetratges Incontro notturno (1961) i L'evento (1962). Els seus films Milarépa l'any 1974, La pell l'any 1981 i Francesco el 1989 van competir, en selecció oficial, en el Festival de Canes; l'any 1979, forma part del jurat del festival. Ha rebut el Premi François Truffaut del Festival de Cinema de Giffoni.
El seu film Porter de nit amb Charlotte Rampling i Dirk Bogarde, sobre la tèrbola relació entre una expresonera dels camps d'extermini de la Segona Guerra Mundial i el seu ancià torturador, va ser objecte de polèmiques en l'estrena.
Molt compromesa políticament, comença a treballar per a la televisió italiana l'any 1961 com a realitzadora de documentals sobre la Segona Guerra mundial. Així, fou la primera a rodar una història del Tercer Reich entre 1962 i 1963, que queda com la primera obra televisada crítica del nazisme. Igualment interessada en Stalin i Pétain, sobre el qual roda un documental que li valdrà el Lleó de Sant Marc de la Mostra de Venècia de l'any 1965. El mateix any, realitza un documental sobre les dones de la resistència. Més enllà d'aquests documentals i dels aspectes pròpiament històrics, en la majoria dels seus films, es compromet a descriure la complexitat dels sentiments amorosos, les zones d'ombra de l'ésser humà, en situacions històriques, polítiques o socials agitades.

## Filmografia
Les seves pel·lícules més destacades són:
- 1965: Primo Piano: Philippe Pétain processo a Vichy (documental)
- 1966: François de Conferència
- 1968: Galileo
- 1969: I cannibali
- 1972: El ospite
- 1974: Milarépa
- 1974: Il portiere di notte
- 1977: Al di allà del bene e del male
- 1981: La pell (La pala)
- 1982: Oltre la porta
- 1985: Interno Berlinese
- 1989: Francesco
- 1992: La traviata (televisió)
- 1993: Dove siete? Io sono qui
- 1996: Cavalleria rusticana (telefilm)
- 1998: Manon Lescaut (telefilm)
- 2002: Ripley's Game
- 2005: De Gasperi, el uomo della speranza (telefilm)
- 2008: Einstein (telefilm)
- 2012: Mai per amore - Troppo amore (telefilm)
- 2014: Francesco (telefilm)

## Premis
- Mostra de Venècia 1971: Premi del Centre italià de les relacions humanes per L'ospite.[7]